# Hořečky
Hořečky je přírodní rezervace poblíž obce Olešnice v Orlických horách v okrese Rychnov nad Kněžnou. Oblast spravuje AOPK ČR Správa CHKO Orlické hory, která ji i 30. listopadu 1994 vyhlásila.

## Předmět ochrany
Důvodem ochrany je biotop hořečku českého (Gentianella bohemica Skalický), chráněné rostliny podle vyhlášky MŽP ČR č. 395/1992 Sb., zařazené do skupiny kriticky ohrožených druhů. V současné době se jedná o jedinou lokalitu tohoto druhu v Orlických horách. Na lokalitě probíhá již po několik let záchranný program na udržení a posílení místní populace hořečku českého, které se uskutečňují v průběhu celého vegetativního období. V září každého roku pak dochází k pravidelnému sčítání všech nalezených jedinců hořečku českého na lokalitě. Jeho výskyt se v čase mění, po většinu sledovaných let (od roku 2003) se populace pohybovala pod tisíc rostlin. Nicméně v roce 2008 se na lokalitě podařilo objevit 5 206 rostlin, v roce 2014 pak 3 029 rostlin.